# 19497 Pineda
19497 Pineda è un asteroide della fascia principale. Scoperto nel 1998, presenta un'orbita caratterizzata da un semiasse maggiore pari a 2,3704100 UA e da un'eccentricità di 0,1677610, inclinata di 3,21700° rispetto all'eclittica.